# Selecció intrasexual

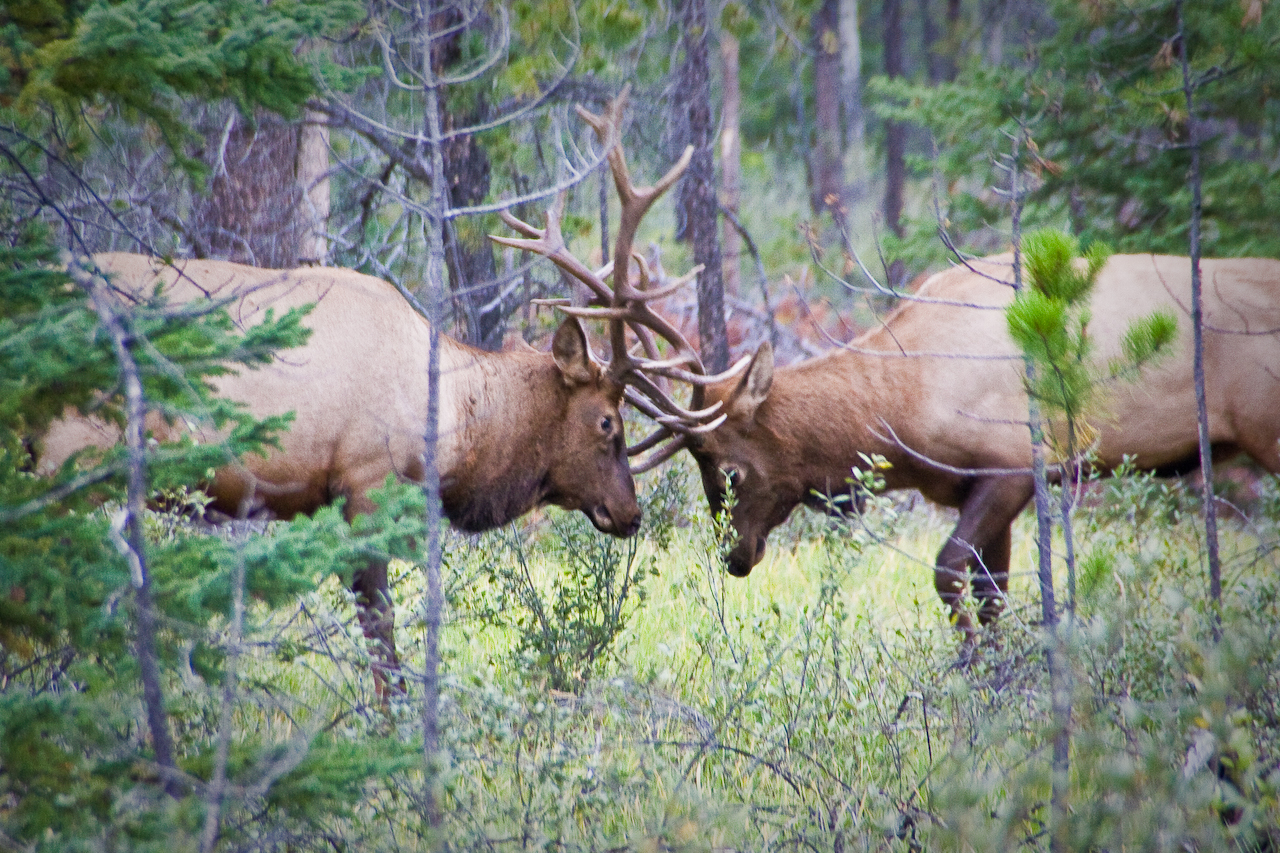
Dos mascles de cérvol comú combatin per l'accés a una femella.

La selecció intrasexual és un procés evolutiu explicat per Charles Darwin dins la selecció sexual en el qual els individus d'un mateix sexe (generalment mascles) competeixen per l'accés a la còpula.
A través d'aquest mecanisme s'aconsegueix que els individus més forts es reprodueixin i conseqüentment tinguin una descendència més forta. Un exemple d'aquest mecanisme seria el cérvol comú que ha desenvolupat unes banyes robustes.